# Fehértorkú rigó
A fehértorkú rigó (Turdus assimilis) a madarak osztályának verébalakúak (Passeriformes) rendjébe és a rigófélék (Turdidae) családjába tartozó faj.

## Rendszerezése
A fajt Jean Cabanis német ornitológus írta le 1850-ben.

## Alfajai
- Turdus assimilis calliphthongus (R. T. Moore, 1937) - északnyugat-Mexikó
- Turdus assimilis lygrus (Oberholser, 1921) - közép- és dél-Mexikó
- Turdus assimilis suttoni (A. R. Phillips, 1991) - kelet-Mexikó
- Turdus assimilis assimilis (Cabanis, 1850) - közép-Mexikó
- Turdus assimilis leucauchen (P. L. Sclater, 1859) - dél-Mexikó, Belize, Honduras, Nicaragua és Costa Rica karib-tengeri partvidéke
- Turdus assimilis hondurensis (A. R. Phillips, 1991) - közép-Honduras
- Turdus assimilis benti (A. R. Phillips, 1991) - délnyugat-Salvador
- Turdus assimilis rubicundus (Dearborn, 1907) - dél-Mexikó, nyugat-Guatemala és Salvador
- Turdus assimilis atrotinctus (W. Miller & Griscom, 1925) - kelet-Honduras és észak-Nicaragua
- Turdus assimilis cnephosus (Bangs, 1902) - délnyugat-Costa Rica és nyugat-Panama
- Turdus assimilis campanicola (A. R. Phillips, 1991) - közép-Panama
- Turdus assimilis croizati (A. R. Phillips, 1991) - dél-Panama
- Turdus assimilis coibensis (Eisenmann, 1950) - Coiba Nemzeti Park (Panama) [2]

## Előfordulása
Az Amerikai Egyesült Államok déli részén, Mexikó, Belize, Costa Rica, Guatemala, Honduras, Nicaragua, Salvador, Panama, Ecuador és Kolumbia területén honos. 
Természetes élőhelyei a szubtrópusi vagy trópusi síkvidéki és hegyi esőerdők, lombhullató erdők és cserjések. Állandó, nem vonuló faj.

## Megjelenése
Átlagos testhossza 24 centiméter, testtömege 43-67 gramm.

## Életmódja
Rovarokkal, földigilisztákkal és más gerinctelenekkel táplálkozik, de gyümölcsöket is fogyaszt.

## Természetvédelmi helyzete
Az elterjedési területe rendkívül nagy, egyedszáma viszont csökken, de még nem éri el a kritikus szintet. A Természetvédelmi Világszövetség Vörös listáján nem fenyegetett fajként szerepel.